# Anton Waller

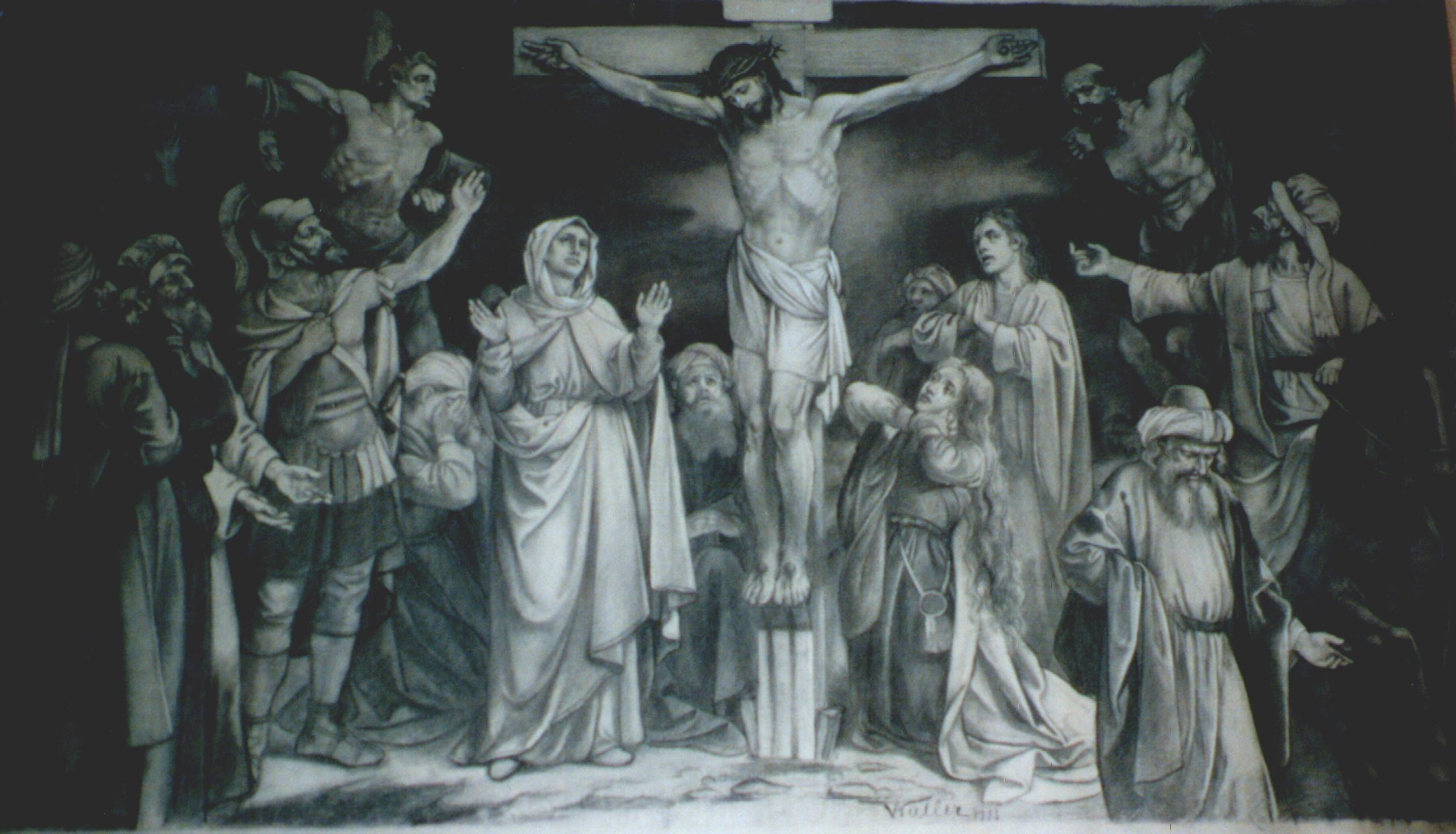
Kreuzigung

Anton Waller (* 11. April 1861 in Neumugl bei Marienbad; † 10. Mai 1934 in Roßbach/Westerwald) war ein deutscher Kunstmaler.

## Leben
Anton Waller (vollständiger Name Georg Anton Waller) wurde in Neumugl im heutigen Tschechien geboren. Er studierte privat in Wien (u. a. bei Joseph Machold) und München. Er schloss seine Ausbildung zum Kunstmaler mit einer Studienreise nach Italien (Venedig, Florenz, Rom) ab. Danach kam er, zusammen mit dem Maler Georg Goldkuhle, nach Wiedenbrück, wo er sich der Wiedenbrücker Schule anschloss. 1904 übersiedelte Waller nach Düsseldorf. In Westfalen und im Rheinland stattete er – teilweise zusammen mit seinen Kollegen – zahlreiche Kirchen mit Altargemälden, Fresken, Kreuzwegen u. ä. aus. Zu besichtigen sind noch die restaurierten Kreuzwege in Bochum-Riemke (St. Franziskus), in Herzebrock (St. Christina), Rheda (St. Clemens), und in Wiedenbrück (St. Aegidius). Im Kloster Tepl (Tschechien) wurde im Zuge der Restaurierung nach dem Ende des sozialistischen Systems im Kapitelsaal ein Deckenfresko von Waller freigelegt und restauriert. Anton Wallers Sohn Renz Waller (1895–1979) wurde als Falkner und Tiermaler bekannt. Anton Wallers Enkel Jürgen Waller (1939–2022) war als Kunstmaler Professor an der Hochschule für Künste Bremen, wo er auch von 1989 bis 2004 als Rektor fungierte.

## Werke (Auswahl)

Erste Station des Kreuzweges in der Kirche St. Aegidius, Wiedenbrück, Mitglieder des Hohen Rates mit Judenhut, tendenziell antijüdische Darstellung

- Bochum-Riemke, Kreuzweg St. Franziskus
- Dortmund-Huckarde, Kreuzweg, Wandmalereien St. Urbanus
- Dortmund-Lütgendortmund, Fresken St. Magdalena
- Herne, Kreuzweg Herz-Jesu
- Herzebrock, Kreuzweg St. Christina
- Rheda, Kreuzweg, Altarbild St. Clemens
- Wiedenbrück, Kreuzweg St. Aegidius (Wiedenbrück)
- Tepl, Fresken Prämonstratenserkloster